# Jude Thaddaeus Ruwa’ichi
Jude Thadaeus Ruwa'ichi OFMCap (Mulo-Kilema, 30 de janeiro de 1954) é um religioso tanzaniano e arcebispo de Dar-es-Salaam.

## Biografia
Jude Thadäus Ruwa'ichi se juntou à Ordem dos Frades Menores Capuchinhos e recebeu a ordenação sacerdotal em 25 de novembro de 1981.
O Papa João Paulo II nomeou-o Bispo de Mbulu em 9 de fevereiro de 1999. Recebeu a consagração episcopal pelo Arcebispo de Dar-es-Salaam, Cardeal Polycarp Pengo, em 16 de maio do mesmo ano; os co-consagradores foram Josaphat Louis Lebulu, Arcebispo de Arusha, e Justin Tetmu Samba, Bispo de Musoma.
Em 15 de janeiro de 2005 foi nomeado Bispo de Dodoma e introduzido em 19 de fevereiro do mesmo ano. Em 10 de novembro de 2010, Bento XVI nomeou-o arcebispo de Mwanza. Foi instalado em 9 de janeiro do próximo ano.
O Papa Francisco nomeou-o Arcebispo-Coadjutor de Dar-es-Salaam em 21 de junho de 2018. Com a renúncia por idade do Cardeal Pengo em 15 de agosto de 2019, sucedeu-o como Arcebispo de Dar-es-Salaam.